# 11-та добровольча танково-гренадерська дивізія СС «Нордланд»
11-та добровольча панцергренадерська дивізія СС «Нордланд» (нім. 11. SS-Freiwilligen Panzergrenadier-Division «Nordland») — військове з'єднання, панцергренадерська дивізія Ваффен-СС, що брала участь у бойових діях на Югославському та Східному фронтах під час Другої світової війни.

## Історія з'єднання
У лютому 1943 року Гітлер наказав створити дивізію СС, яка формуватиметься за рахунок іноземних добровольців з країн Північної Європи та перебуватиме під управлінням офіцерів-іноземців. У березні 1943 року панцергренадерський полк СС «Нордланд», скандинавський добровольчий полк, був виведений зі складу дивізії СС «Вікінг» для використання в ролі ядра нової дивізії. Два пандергренадерські полки «Нордланд» також отримали титульні назви, в яких згадувалося країни, звідки набиралася більшість новобранців полку, 23-й панцергренадерський полк СС «Норге» (Норвегія) та 24-й панцергренадерський полк СС «Денмарк» (Данія). В обох полках також проходили службу добровольці з числа військовозобов'язаних з Угорщини.
Після формування в Німеччині дивізію включили до складу III (германського) танкового корпусу СС під командуванням СС-обергрупенфюрера Фелікса Штайнера і передислокували до Хорватії, де до її складу увійшов Добровольчий легіон СС «Нідерланди». У вересні 1943 року дивізія розпочала бойові дії проти югославських партизанів.
У листопаді 1943 року дивізію у складі III танкового корпусу СС перекинули на північний фас Східного фронту поблизу Ленінграда, де есесівці вступили в битву проти Червоної армії, чиї війська намагалися прорвати німецьку облогу міста. Червона армія змусила «Нордланд» відступати до Оранієнбаума. 14 січня 1944 року в результаті проведення Красносільсько-Ропшинської наступальної операції німецький фронт був прорваний і війська вермахту почали відступати на південний захід. У ході Кінгісеппсько-Гдовської операції формування дивізії СС «Нордланд» під тиском наступаючих радянських військ відійшли на позиції біля міста Нарва на північному сході Естонії, де перейшли до оборони підготовлених рубежів та позицій.

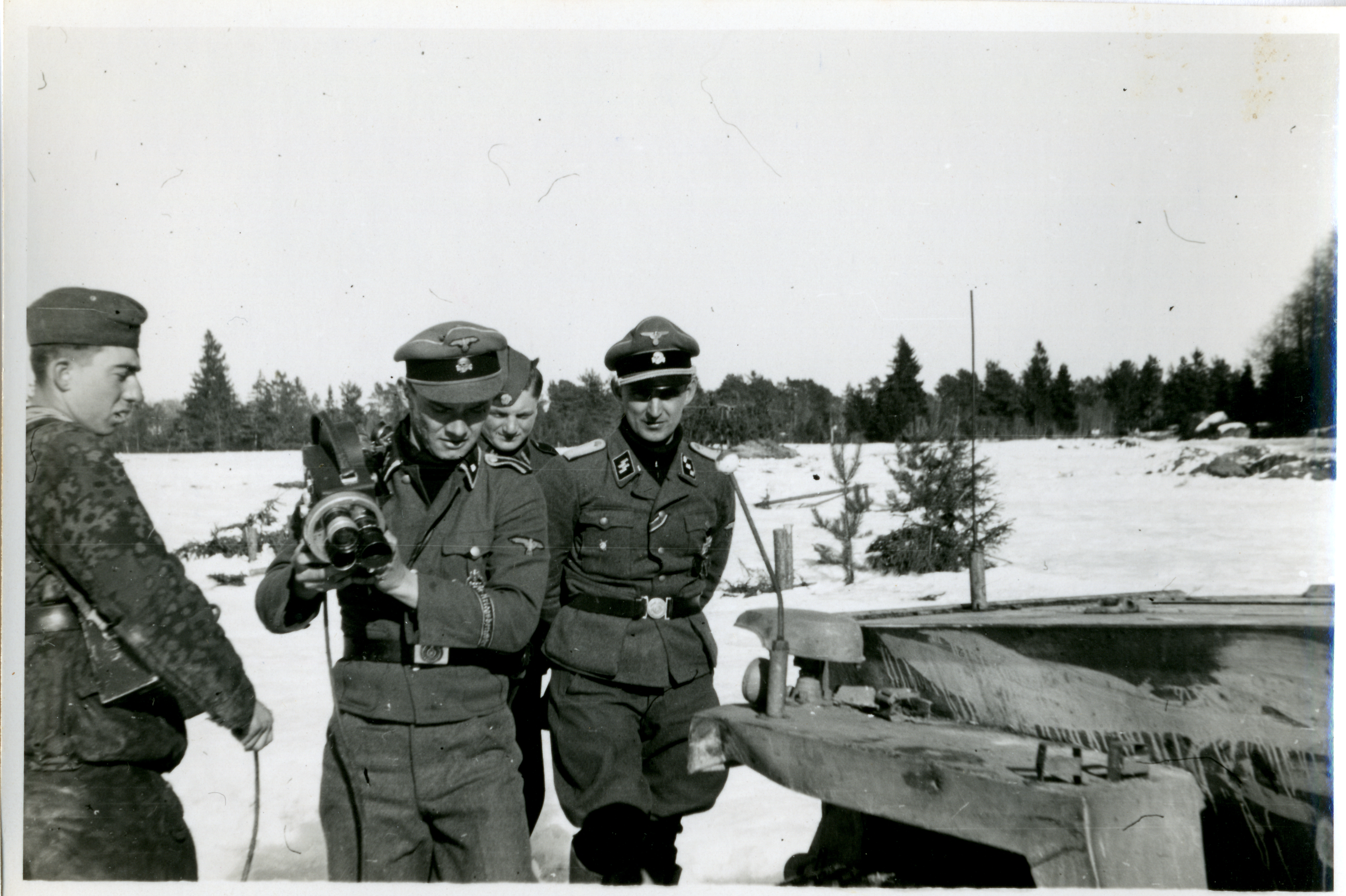
Нацистський відділ пропаганди відвідує дивізію «Нордланд» на Нарвському фронті, 1944 рік. Зліва — шведський офіцер Ганс-Геста Перссон

З 27 липня 1944 року «Нордланд» разом з 20-ю гренадерською дивізією СС (1-ю естонською) та підрозділами дивізії «Гроссдойчланд» взяла участь у битві за лінію Танненберг. Під час цих жорстоких боїв загинули командири двох полків. Під час відвідування лінії фронту командир дивізії групенфюрер Фріц фон Шольц підпав під артилерійський обстріл, унаслідок чого отримав поранення в голову. 28 липня 1944 року він помер від зазнаних поранень. Після цього СС-бригадефюрер Йоахім Циглер взяв на себе командування дивізією. В результаті оборонних боїв формування дивізії відступили на захід Латвії, у так званий «Курляндський мішок». З кінця жовтня по грудень 1944 року «Нордланд» вела бої в оточенні в Курляндії. На початку грудня чисельність дивізій зменшилася до 9000 осіб. У січні 1945 року дивізія здійснила марш до балтійського порту Лібава, звідкіля була евакуйована морем до Німеччини.
16 квітня дивізія прибула до Берліну на посилення тамтешнього гарнізону. Незважаючи на нещодавнє поповнення, дивізія мала значний некомплект в особовому складі та техніці. З 17 по 20 квітня дивізія вела бої по всьому фронтові навколо столиці, а потім відступила в місто. 24 квітня в районі Трептов-парку розпочався основний штурм Червоної армії, в ньому оборонялися рештки інженерного батальйону та група танків «Тигр» танкового батальйону дивізії.
25 квітня СС-бригадефюрер Густав Крукенберг був призначений командувачем сектору оборони «С» (Берлін), до складу якого входила дивізія «Нордланд». Група французьких есесівців з дивізії Ваффен-СС «Шарлемань», відома зараз як «штурмовий батальйон Карла Великого», додали на посилення «Нордланд». Прибуття французів підкріпило дивізію, два полки якої були знищені в боях проти радянських військ. Кожен з них приблизно дорівнював батальйону.
Радянські штурмові групи наполегливо проривалися вулицями Берліна, слідуючи безпосередньо за потужним вогневим валом. Ці штурмові групи, чисельністю приблизно по 80 чоловік у кожній, зачищали дім за домом, вулицю за вулицею, підтримані артилерійськими засобами та танковим супроводом. 27 квітня залишки «Нордланду» були витіснені в центральний урядовий район (сектор «Цитадель») у секторі оборони «Z». Після цього війська в урядовому районі були витіснені назад до рейхстага та рейхсканцелярії.
30 квітня, після отримання звістки про самогубство Гітлера, командуванню берлінського гарнізону надійшли накази, що ті, хто міг це зробити, повинні прориватися з кільця оточення Червоною армією. СС-бригадефюрер Вільгельм Монке проінформував усіх командирів, яких зміг зібрати та проінформувати в секторі «Цитадель», про події, пов'язані зі смертю Гітлера та запланований прорив. О 23:00 1 травня розпочався прорив десяти основних груп з району рейхсканцелярії та фюрербункера, які намагалися пробиватися на північний захід.
Навколо точилися запеклі бої, особливо в районі мосту Вайдендаммер. У цьому районі те, що залишилося від дивізії, було знищено радянською артилерією та протитанковими гарматами. Останній «Тигр» «Нордланда» був підбитий при спробі перетнути міст Вайдендаммер. Кілька невеликих груп змогли прорватися до американців на західному берегу Ельби, але більшість (включаючи групу Монке та людей з групи Крукенберга) не мали успіху. Переважна більшість загинули в боях або потрапили в полон радянським військам. Циглер був важко поранений після того, як група, в якій він перебував, потрапила під сильний радянський обстріл і помер 2 травня. Крукенберг дістався Далема, де тиждень переховувався у квартирі, а потім здався радянським військам.
2 травня за наказом генерала Гельмута Вайдлінга, коменданта оборонного району Берліна, бойові дії в столиці Третього Рейху офіційно закінчились.

## Командири дивізії
- оберштурмбаннфюрер СС Франц Аугсбергер (22 березня 1943 — 1 травня 1943)
- групенфюрер СС та генерал-лейтенант Ваффен-СС Фріц фон Шольц (1 травня 1943 — 27 липня 1944)
- бригадефюрер СС та генерал-майор Ваффен-СС Йоахім Циглер (27 липня 1944 — 25 квітня 1945)
- бригадефюрер СС та генерал-майор Ваффен-СС Густав Крукенберг (25 квітня 1945 — 8 травня 1945)

## Склад дивізії
- 23-й панцергренадерський полк СС «Норге»
- 24-й панцергренадерський полк СС «Данмарк»
- 11-й танковий батальйон СС «Герман фон Зальца»
- 11-й самохідний артилерійський полк СС
- 11-й самохідний розвідувальний батальйон СС
- 11-й батальйон штурмових гармат СС
- 11-й протитанковий батальйон СС
- 11-й зенітний батальйон СС
- 11-й саперний батальйон СС
- 11-й самохідний батальйон зв'язку СС
- 11-й самохідний ремонтний батальйон СС
- 11-й санітарний батальйон СС
- 11-й батальйон постачання СС

## Райони бойових дій
- Хорватія (липень — грудень 1943);
- Східний фронт (північний напрямок) (січень — жовтень 1944);
- Східний фронт (Курляндія) (жовтень 1944 — лютий 1945);
- Німеччина (Померанія) (лютий — квітень 1945);
- Німеччина (Берлін) (квітень — травень 1945).

## НагородженіЛицарським хрестом Залізного хреста

### Лицарський хрест Залізного хреста (29)
- Фріц Бунсе — штурмбаннфюрер СС, командир 11-го саперного батальйону СС (30 січня 1944)
- Вальтер Зеебах — оберштурмфюрер СС, командир 5-ї роти 24-го моторизованого полку СС «Денмарк» (12 березня 1944)
- Рудольф Заальбах — гауптштурмфюрер СС, командир 11-го танкового розвідувального батальйону СС (12 березня 1944)
- Альбрехт Крюгель — штурмбаннфюрер СС, командир 2-го батальйону 23-го моторизованого полку СС «Норге» (12 березня 1944)
- Георг Лангендорф — унтерштурмфюрер резерву СС, командир 5-ї (важкої) роти 11-го танкового розвідувального батальйону СС (12 березня 1944)
- Ганс Генріх Ломанн — штурмбаннфюрер СС, командир 3-го батальйону 23-го добровольчого моторизованого полку СС «Норге» (12 березня 1944)
- Арнольд Штофферс — оберштурмбаннфюрер СС, командир 23-го добровольчого моторизованого полку СС «Норге» (12 березня 1944)
- Філіпп Вільд — обершарфюрер СС, командир танка 1-ї роти 11-го танкового батальйону СС «Герман фон Зальца» (21 березня 1944)
- Гайнц Гемель — гауптштурмфюрер СС, командир 2-го батальйону 24-го добровольчого моторизованого полку СС «Денмарк» (16 червня 1944)
- Егон Крістоферсен — унтершарфюрер резерву СС, командир групи 7-ї роти 24-го добровольчого моторизованого полку СС «Денмарк» (11 липня 1944)
- Йозеф Бахмаєр —гауптштурмфюрер СС, виконувач обов'язків командира 2-го батальйону 23-го добровольчого моторизованого полку СС «Норге» (23 серпня 1944)
- Пауль Альберт Кауш — оберштурмбаннфюрер СС, командир 11-го танкового батальйону СС «Герман фон Зальца» (23 серпня 1944)
- Альберт Гектор — обершарфюрер СС, командир взводу 7-ї роти 24-го добровольчого моторизованого полку СС «Денмарк» (23 серпня 1944)
- Йоахім Циглер — бригадефюрер СС і генерал-майор військ СС, командир дивізії (5 вересня 1944)
- Мартін Гюрц — гауптштурмфюрер СС, командир 3-го батальйону 23-го добровольчого моторизованого полку СС «Норге» (23 жовтня 1944)
- Каспар Шпорк — унтершарфюрер СС, командир гармати 5-ї роти 11-го танкового розвідувального батальйону СС (23 жовтня 1944)
- Фріц Кнехляйн — оберштурмбаннфюрер СС, командир 23-го добровольчого моторизованого полку СС «Норге» (16 листопада 1944)
- Зігфрід Люнген — гауптшарфюрер СС, виконувач обов'язків командира 6-ї роти 23-го добровольчого моторизованого полку СС «Норге» (16 листопада 1944)
- Ріхард Шперле — гауптштурмфюрер СС, командир 2-го батальйону 23-го добровольчого моторизованого полку СС «Норге» (16 листопада 1944)
- Фрідріх Вільгельм Карл — оберштурмбаннфюрер СС, командир 11-го танкового артилерійського полку СС «Нордланд» (26 грудня 1944)
- Герман Почка — штурмбаннфюрер резерву СС, командир 2-го дивізіону 11-го танкового артилерійського полку СС «Нордланд» (26 грудня 1944)
- Рудольф Ротт — оберштурмфюрер СС, командир 1-ї роти 11-го танкового батальйону СС «Герман фон Зальца» (28 лютого 1945)
- Віллі Швайцер — штурмбаннфюрер СС, командир 11-го моторизованого запасного батальйону СС і бойової групи (24 квітня 1945)
- Карл Гайнц Гізелер — унтерштурмфюрер СС, командир бойової розвідувальної групи дивізії (29 квітня 1945)
- Карлгайнц Шульц-Штрек — штурмбаннфюрер резерву СС, командир 11-го дивізіону штурмових гармат СС (9 травня 1945)
- Людвіг Гоффманн — гауптштурмфюрер СС, командир 3-го батальйону 23-го добровольчого моторизованого полку СС «Норге» (11 травня 1945)
- Альфред Фішер — штурмбаннфюрер СС, командир 2-го дивізіону 11-го танкового артилерійського полку СС «Нордланд» (11 травня 1945)
- Віллі Гунд — оберштурмфюрер СС, командир бойової групи з 5-ї і 7-ї рот 23-го добровольчого моторизованого полку СС «Норге» (11 травня 1945)

### Лицарський хрест Залізного хреста з Дубовим листям (5)
- Фріц фон Шольц — бригадефюрер СС та генерал-майор Ваффен-СС, командир 11-ї добровольчої панцергренадерської дивізії СС «Нордланд» (12 березня 1944)
- Альбрехт Крюґель — оберштурмбаннфюрер СС, командир 24-го панцергренадерського полку СС «Данмарк» (16 листопада 1944)
- Фріц Фогт — гауптштурмфюрер СС, командир 1-го батальйону 23-го панцергренадерського полку СС «Норге» (16 березня 1945)
- Пауль-Альберт Кауш — оберштурмбаннфюрер СС, командир 11-го танкового полку СС «Германн фон Зальца» (23 квітня 1945)
- Йоахім Циглер — бригадефюрер СС та генерал-майор Ваффен-СС, командир 11-ї добровольчої панцергренадерської дивізії СС «Нордланд» (28 квітня 1945)

### Лицарський хрест Залізного хреста з дубовим листям і мечами (1)
- Фріц фон Шольц — группенфюрер СС та генерал-лейтенант Ваффен-СС, командир 11-ї добровольчої панцергренадерської дивізії СС «Нордланд» (8 серпня 1944)

## Відео
- 11.SS Freiwilligen Panzergrenadier Division «Nordland»
- 11. SS Freiwilligen-Panzergrenadier-Division «Nordland»
- 11th SS Panzergrenadier Division "Nordland & 23rd SS Regiment «Norge»